# David van der Plas

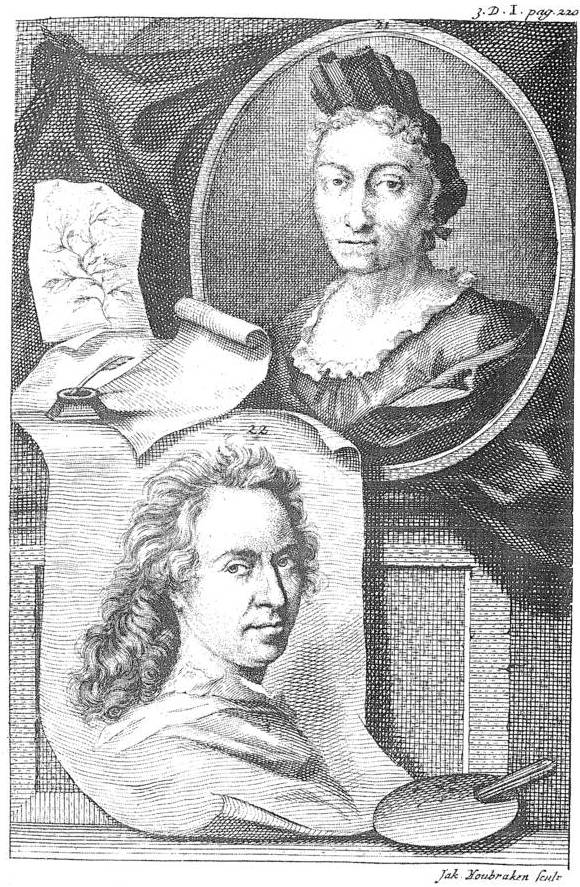
David van der Plas (onder), illustratie uit Arnold Houbrakens De groote schouburgh der Nederlantsche konstschilders en schilderessen (1718)

David van der Plas (Amsterdam, 11 december 1647 – aldaar, 18 mei 1704), ook geschreven als Van der Plaes, Van der Plaas of Van der Plaats, was een Nederlandse kunstschilder en etser, voornamelijk actief in Amsterdam. Werk van Van der Plas is te bezichtigen in onder meer het Rijksmuseum in Amsterdam en de Corcoran Gallery of Art in Washington.

## Loopbaan
Van der Plas werkte in verschillende genres maar was vooral gewild als portretschilder. Hij maakte portretten van een aantal Nederlandse prominenten, waaronder Cornelis Tromp, Willem van Outhoorn, Johanna Koerten en Adriaan Dortsman. Hij portretteerde ook de Engelse koningin Catharina van Bragança.
Hij werkte samen met de Leidse kaartenuitgever Pieter Mortier aan een aantal etsen voor de Bybelsche Tafereelen, een geïllustreerde Bijbel die in 1700 werd uitgegeven. Van der Plas deed ook decoratief schilderwerk voor de pronkpoppenhuizen die zijn vrouw Cornelia van der Gon (1644-1701) maakte. Twee van haar poppenhuizen zijn te bezichtigen in het Gemeentemuseum Den Haag en het Frans Halsmuseum.
De kunstschilder Jacob Appel (1680-1751) was een leerling van hem.

## Leven
Van der Plas was een zoon van de Amsterdamse knopenmaker Hans van der Plas (gestorven 1655) en Sara Stevens (1611-1681). Zijn jongere broer Pieter van der Plas (1655-1708) was etser, beeldhouwer en tekenaar.
Van der Plas trouwde op 26 maart 1684 in Diemen met Cornelia van der Gon (1644-1701), de voormalige huishoudster van de architect Adriaan Dortsman, die haar bij zijn dood twee jaar eerder het grootste deel van zijn omvangrijke bezittingen had nagelaten. Het stel ging wonen in een huis aan de Amstel. Het huwelijk bleef kinderloos.
De kunstschilder Govert van der Leeuw was een zwager van David van der Plas. Van der Leeuw trouwde in 1667 met Davids zus Jannetje van der Plas (1649-1730).

## Lofdicht

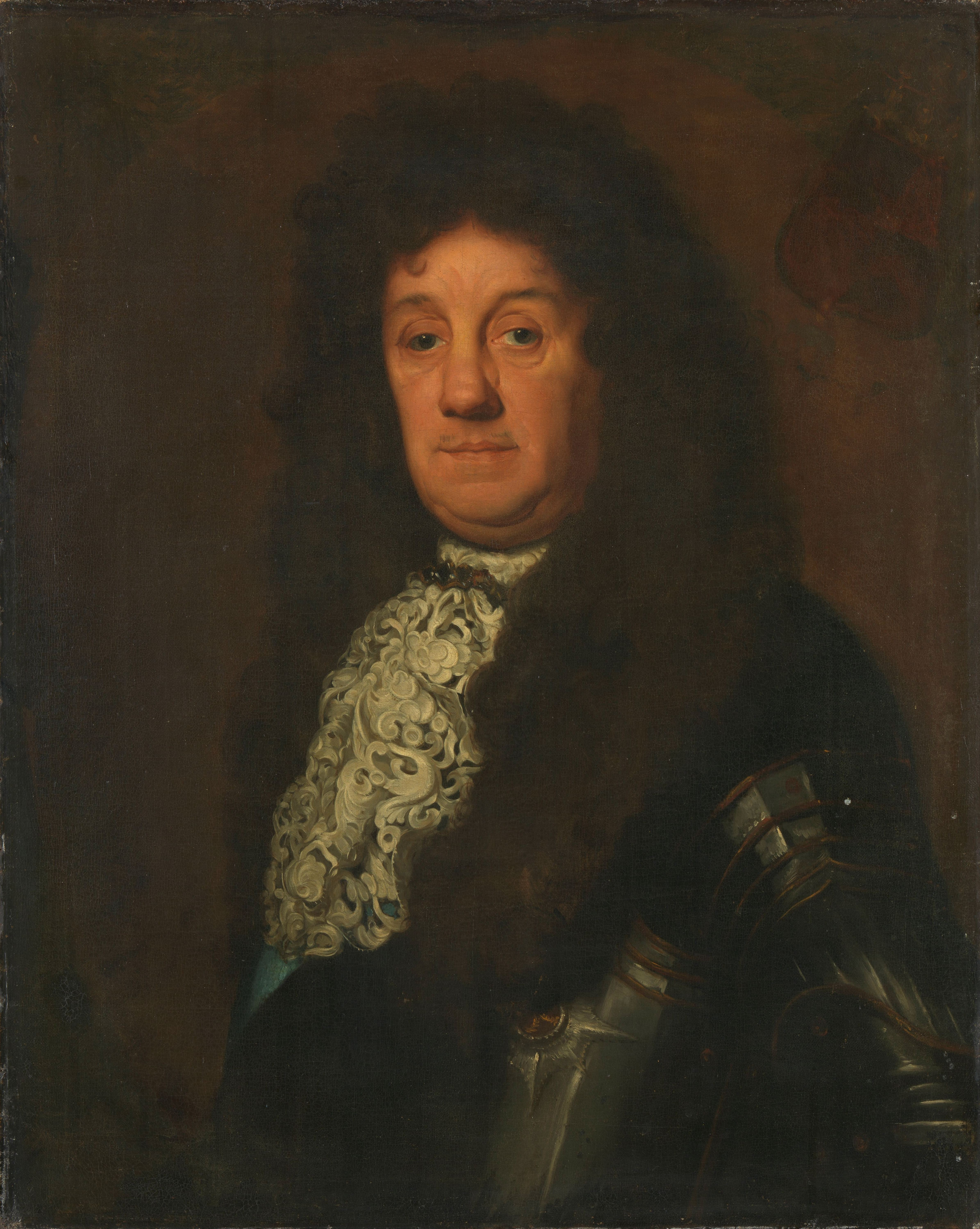
Van der Plas' portret van Cornelis Tromp.
Rijksmuseum (Amsterdam)

De dichter Ludolph Smids schreef een lofdicht aan het portret dat David van der Plas schilderde van Cornelis Tromp:
 Hoe streeden alle puikpenceelen,
 Te Athenen, om voor geld of gunst,
 Vorst Theseus, op hun tafereelen,
 Te schilderen met kracht en Kunst;
 Parrhasius begon te maalen
 Dat fier en deftig aangezicht; 
 Maar mogt de zege niet behaalen.
 De diepsels zyn te teer en licht,
 En hoog sels veel te zagt verheven,
 En vrouwelyk door een gedreven.
 Eufranors Theseus toont een moed
 In alle trekken van zyn weezen;
 Het heerlyk beeld heeft vleesch en bloed,
 Gezwollen spieren, sterke peezen,
 En oogen, die nog met hun blik
 Door 't hart van zyn Athener dringen,
 Het geesselen met angst en schrik,
 En dwingen zoo zyn lof te zingen.
 Parrhasius, zie, deeze wint.
 't Zyne is een held, en 't uwe een kint.
 Zoo zal uw' Tromp ook triomfeeren,
 Doorluchte Schilder vander Plas,
 En branden, die u durft braveeren
 En tarten, met zyn glans tot ass.
- Auckland Art Gallery Toi o Tāmaki: 449
- Biblioteca Nacional de España: XX1575625
- Bibliothèque nationale de France: cb14966658x (data)
- Biografisch Portaal: 71773844
- Digitale Bibliotheek voor de Nederlandse Letteren: plae002
- Gemeinsame Normdatei: 12443262X
- International Standard Name Identifier: 0000 0000 6660 975X
- KulturNav: 462de09b-4c40-4eb4-8041-6786bd751915
- Library of Congress Control Number: n2006180615
- RKD-Nederlands Instituut voor Kunstgeschiedenis: 63758
- Système universitaire de documentation: 074081047
- Union List of Artist Names: 500003338
- Virtual International Authority File: 22412408
- WorldCat: E39PBJbxJb4grTWvWrqtbTjQv3